# Fígols i Alinyà
Fígols i Alinyà ist eine Gemeinde in der katalanischen Comarca Alt Urgell in der Provinz Lleida. Sie hat 243 Einwohner (Stand: 2024) und eine Gemeindefläche von 102,24 km². Figols i Alinyà liegt am linken Ufer des Segre zwischen Coll de Nargó und Organyà unmittelbar oberhalb des Oliana-Stausees. Die Gemeinde entstand 1972 aus den bis dahin selbständigen Gemeinden Fígols d’Organyà and Alinyà; das Rathaus befindet sich in Fígols. Eine Straße verbindet die Gemeinde mit Organyà.

## Gemeindegliederung
Die Gemeinde besteht aus den folgenden Ortsteilen (Einwohnerzahlen von 2001):
- Alinyà (70 Einwohner)
- L’Alzina d’Alinyà (29 Einwohner)
- Canelles (6 Einwohner)
- Fígols (152 Einwohner)
- Perles (16 Einwohner)

Die Einwohnerzahl ist rückläufig; sie betrug 1930 noch 1089.

## Weblinks

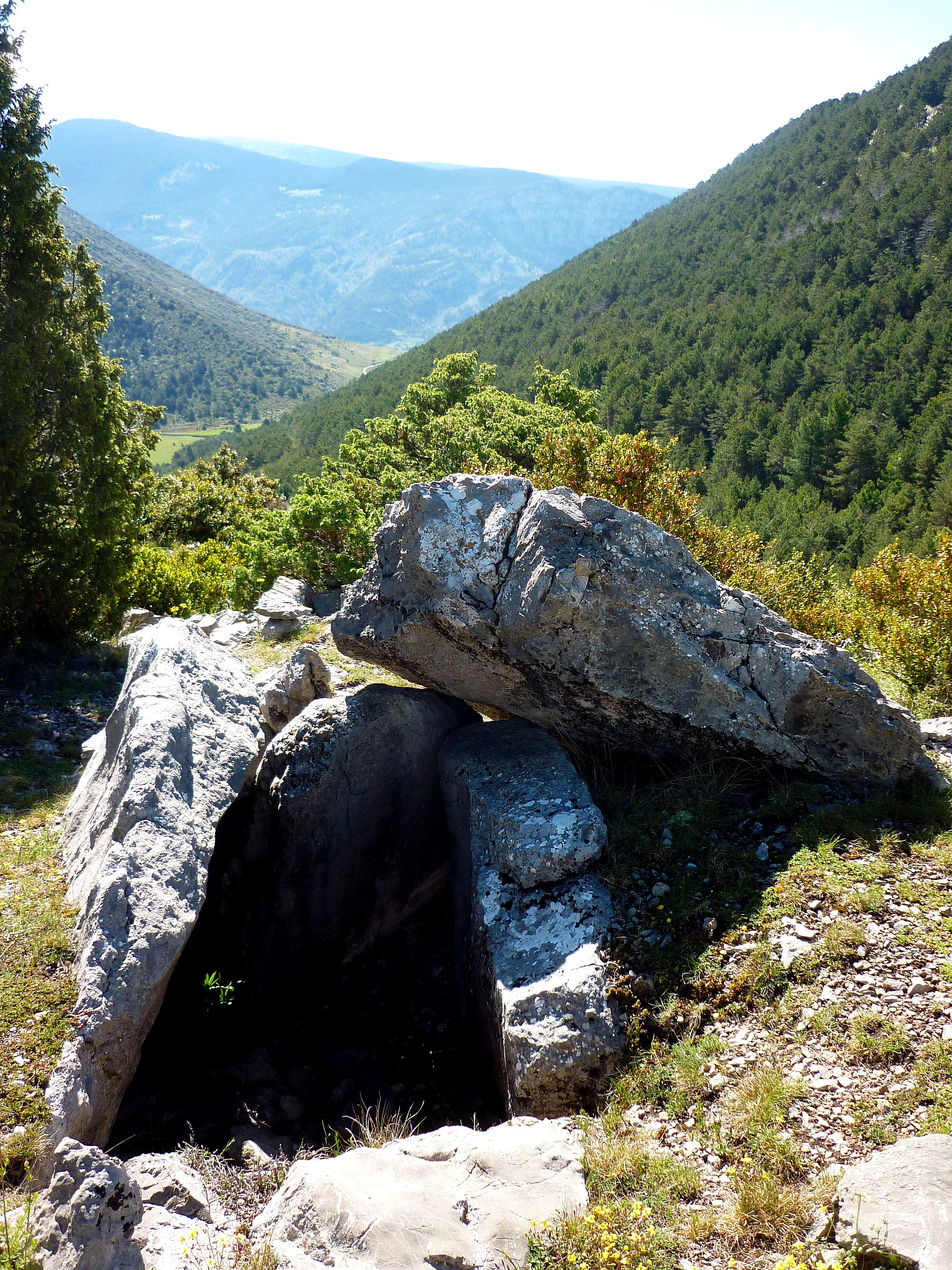
Dolmen de Coll Durau